# Старосуллинська сільська рада
Старосулли́нська сільська рада (рос. Старосуллинский сельский совет) — муніципальне утворення у складі Єрмекеєвського району Башкортостану, Росія. Адміністративний центр — село Старі Суллі.

## Населення
Населення — 701 особа (2019, 632 в 2010, 704 в 2002).

## Склад
До складу поселення входять такі населені пункти:
| Населений пункт   | Населення, осіб (2002) | Населення, осіб (2010) |
| ----------------- | ---------------------- | ---------------------- |
| Нові Суллі, село  | 326                    | 290                    |
| Старі Суллі, село | 378                    | 342                    |